# May Spils

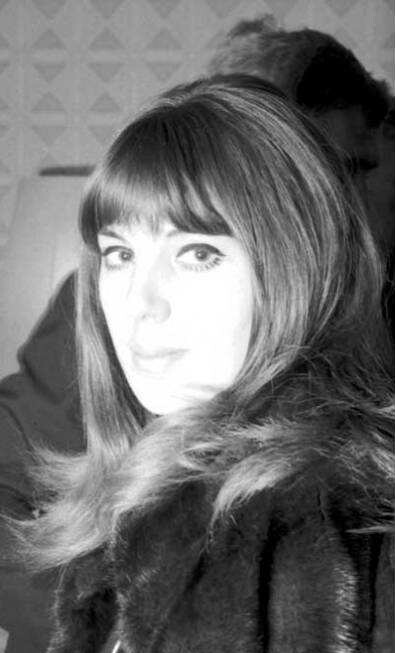
May Spils (1970)

May Spils, eigentlich Maria-Elisabeth Maier-Spils (* 29. Juli 1941 in Twistringen, Niedersachsen), ist eine deutsche Schauspielerin, Drehbuchautorin und Regisseurin.

## Leben
May Spils besuchte ein Internat in Göttingen und ließ sich anschließend an der Berlitz School in Bremen zur Fremdsprachenkorrespondentin ausbilden. In Bremen nahm sie zudem Schauspielunterricht. 1961 ging sie als Au-pair-Mädchen nach Paris und belegte dort Französischkurse an der Alliance Française.
Ab 1962 lebte sie in München, wo sie 1963 bei Synchronisationsarbeiten den Schauspieler Werner Enke kennenlernte. Spils betätigte sich auch als Fotomodell und übernahm kleinere Filmrollen, etwa in Dschingis Khan (an der Seite von Omar Sharif und Françoise Dorléac) und in dem österreichischen Schlagerfilm Holiday in St. Tropez von Ernst Hofbauer. Sie versuchte sich auch als Autorin und gründete eine eigene Studiobühne, die jedoch nach zwei Aufführungen schließen musste.
Mit Enke und Klaus Lemke versuchte Spils 1964, eine Filmfirma aufzubauen. 1965 bildete sie mit Enke, Lemke und anderen Mitgliedern der Schwabinger Kulturszene die bis circa 1972 aktive Neue Münchner Gruppe mit dem Ziel, eigene Filme zu produzieren. Nach zwei Kurzfilmen, bei denen sie erstmals selbst Regie führte, gelang Spils mit Zur Sache, Schätzchen mit Uschi Glas in der Hauptrolle ein sensationeller Erfolg. 1968 erhielten Spils und Enke dafür auf der Berlinale das Filmband in Gold für die besten Filmdialoge. Auch Spils’ weitere Filme mit Enke spielten im Milieu der München-Schwabinger Boheme. Ihre Komödie Nicht fummeln, Liebling von 1970 wurde zusammen mit der Walt-Disney-Produktion Ein toller Käfer der erfolgreichste Film des Jahres in den deutschen Kinos. Für diesen wurden Spils und Enke mit dem Ernst-Lubitsch-Preis geehrt. Die Reihe endete mit Spils’ letzter Produktion, Mit mir nicht, du Knallkopp, im Jahr 1983.
Im Jahr 2019 wurde Zur Sache, Schätzchen im Rahmen einer Retrospektive auf der Berlinale erneut gezeigt. Die Filmemacherin Sherry Hormann schrieb über Spils und ihren Blick auf das Geschlechterverhältnis: „May Spils’ Blick auf den Mann ist liebevoll. Mit einem Augenzwinkern, mit einer Großzügigkeit schubst sie ihn aber auch an: Tu was! Dir geht das Leben noch verloren! Sie zeigt Männer, die Frauen hinterher gieren. Denen verpasst sie eine Ohrfeige. Sie zeigt Männer, die sich nur im Weg stehen. Denen verpasst sie auf verspielte Art und Weise zwei Ohrfeigen. Sie zeigt Frauen, die Männern Grenzen setzen. Sie zeigt mit Barbara – dargestellt von Uschi Glas – eine Frau, die staunt über das Elend der Männer. Und dabei nicht wertet.“
May Spils ist die Lebensgefährtin von Werner Enke. Sie leben in München und auf einem Bauernhof bei Bremen.

## Filmografie
- 1964: Holiday in St. Tropez (Darstellerin)
- 1965: Kleine Front (Darstellerin)
- 1965: Dschingis Khan (Genghis Khan, Darstellerin)
- 1966: Das Portrait (Kurzfilm, auch Darstellerin)
- 1966: Manöver (Kurzfilm, auch Darstellerin und Produktion)
- 1968: Zur Sache, Schätzchen (auch am Drehbuch beteiligt)
- 1970: Nicht fummeln, Liebling
- 1974: Hau drauf, Kleiner
- 1979: Wehe, wenn Schwarzenbeck kommt (auch Kostüme)
- 1983: Mit mir nicht, du Knallkopp (auch am Drehbuch beteiligt)

## Auszeichnungen
- 1966: 3. Preis beim  Internationalen Filmfestival Mannheim für Das Portrait
- 1968: Filmband in Gold mit Werner Enke für die Dialoge  in Zur Sache, Schätzchen
- 1970: Ernst-Lubitsch-Preis für Nicht fummeln, Liebling